# Tyler Perry
Tyler Perry, születési nevén Emmitt Perry Jr. (New Orleans, 1969. szeptember 13.) amerikai színész, rendező, producer és forgatókönyvíró. A Forbes 2011-ben a szórakoztatóipar legjobban fizetett emberének nevezte. 130 millió dollárt keresett 2010 májusa és 2011 májusa között.
A Madea nevű idős női karakter megalkotója és megszemélyesítője, aki számos filmben feltűnt.
Az 1990-es és 2000-es években több színdarabot írt. Több tévésorozat készítője is, például a Tyler Perry's House of Payne-é, amely 2006. június 21. és 2012. augusztus 10. között futott a TBS csatornán. 2012. október 6-án partnerséget kötött Oprah Winfrey televíziós csatornájával, melynek értelmében több sorozatot is készített a csatorna számára. Az általa készített The Haves and the Have Nots című krimi/dráma sorozat 8 éves pályafutása alatt nagy nézőszámot biztosított a csatornának, és az egyik legnagyobb sikersztorijaként emlegetik.
Szerepel a Time "2020 száz legbefolyásosabb embere" listáján.
Filmszínészként is tevékenykedik, játszik olyan filmekben, amelyeket nem ő készített, például a Star Trek (2009) vagy a Tini Nindzsa Teknőcök: Elő az árnyékból! (2016).

## Élete és pályafutása

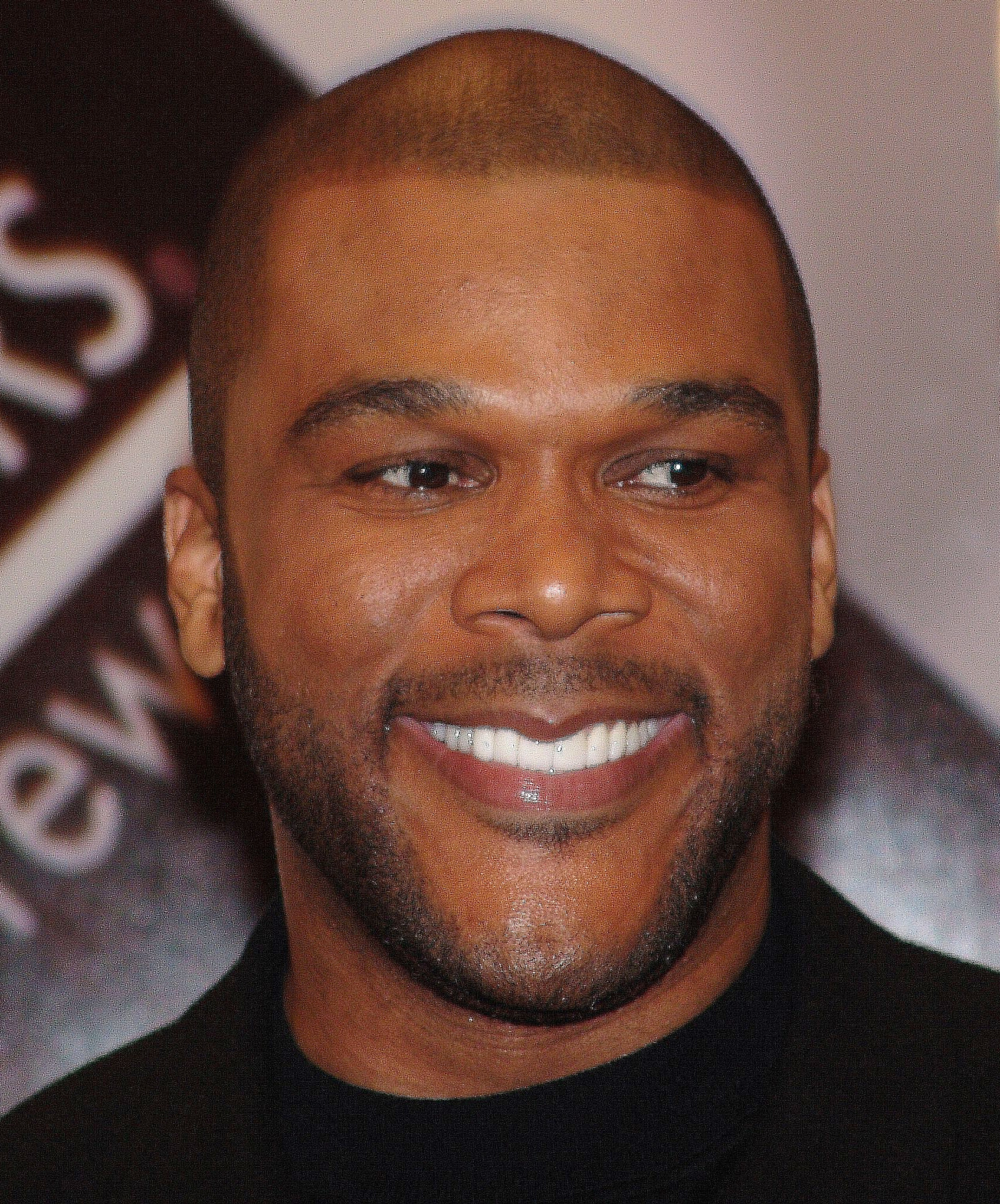
Egy 2006-os dedikáláson

Emmitt Perry Jr. néven született a louisianai New Orleansben, Willie Maxine Perry és Emmitt Perry Sr. gyermekeként. Három testvére van. 
Perry egyszer elmondta, hogy apja válasza mindenre a következő volt: "kiverem belőled". Gyerekkorában öngyilkosságot is megkísérelt elkövetni, hogy megmeneküljön az apja veréseitől. Anyja ezzel szemben minden héten templomba vitte. 16 éves korában keresztnevét Emmitt-ről Tylerre változtatta, hogy megkülönböztesse magát az apjától.
Miután látta a Precious – A boldogság ára című filmet, bevallotta, hogy 10 éves korában egy barátja anyja szexuálisan zaklatta; ezelőtt három férfi is molesztálta, illetve Perry saját apja molesztálta a barátját. Egy DNS-teszt kiderítette, hogy Emmitt Sr. nem Perry valódi apja.
Nem végzett középiskolát.
1990 körül Atlantába költözött. Két évvel később egy kis színház bemutatta az I Know I've Been Changed című musicalt, amelyet Perry készített, és 12 ezer dollárból finanszírozott. A darabban olyan témák szerepelnek, mint a megbocsátás, a méltóság és önmagunk megbecsülése. A musical eleinte kudarcnak számított mind kritikai, mind pénzügyi szempontból. Ezt követően többször is átírta a musicalt, de a kritikusok továbbra sem voltak oda érte. 1998-ban viszont már a House of Blues, majd a Fox Theatre színházakban játszották a darabot.
Első filmjét, a Diary of a Mad Black Woman-t 5 millió dollárból készítette, amely részben a színpadi produkciókból származott. 
A film 50,6 millió dolláros bevételt hozott a pénztáraknál, bár a Rotten Tomatoes honlapján csak 16%-ot ért el. Következő filmje a Madea's Family Reunion volt, amelyet még több Madea-film követett. A film 65 millió dolláros bevételt hozott.

## Magánélete
Keresztény vallású. Jó barátságban áll Janet Jacksonnal, Will Smith-szel és Oprah Winfreyvel.
2009. december 8-án anyja, Willie Maxine Perry 64 éves korában elhunyt. Atlanta délnyugati részén él, ahol a Tyler Perry film- és tévéstúdiót üzemelteti.
2014. november 30-án partnere, Gelila Bekele életet adott a fiuknak. 2020 decemberében Perry bejelentette, hogy agglegényként él.
Nyaralói vannak Wyomingban és a Bahamákon.
2021. március 7-én Henrik sussexi herceg és Megán sussexi hercegné nyilvánosan bejelentették egy interjúban, hogy Perry 2020 márciusában befogadta őket három hónapra, mely alatt biztonságban el tudtak költözni Kanadából Kaliforniába.

## Filmográfia

### Film

#### Rendező, író és producer
| Év   | Magyar cím                        | Eredeti cím                                     | Feladatkör | Feladatkör | Feladatkör |
| Év   | Magyar cím                        | Eredeti cím                                     | Rendező    | Író        | Producer   |
| ---- | --------------------------------- | ----------------------------------------------- | ---------- | ---------- | ---------- |
| 2005 | Egy dühös asszony naplója         | Diary of a Mad Black Woman                      | Nem        | Igen       | Igen       |
| 2006 | Családi gubancok                  | Madea's Family Reunion                          | Igen       | Igen       | Igen       |
| 2007 | Apu boldogsága                    | Daddy's Little Girls                            | Igen       | Igen       | Igen       |
| 2007 | Miért nősültem meg?               | Why Did I Get Married?                          | Igen       | Igen       | Igen       |
| 2008 |                                   | Meet the Browns                                 | Igen       | Igen       | Igen       |
| 2008 |                                   | The Family That Preys                           | Igen       | Igen       | Igen       |
| 2009 |                                   | Madea Goes to Jail                              | Igen       | Igen       | Vezető     |
| 2009 |                                   | I Can Do Bad All By Myself                      | Igen       | Igen       | Igen       |
| 2009 | Precious – A boldogság ára        | Precious                                        | Nem        | Nem        | Vezető     |
| 2010 | Miért nősültem meg? 2.            | Why Did I Get Married Too?                      | Igen       | Igen       | Igen       |
| 2010 |                                   | For Colored Girls                               | Igen       | Igen       | Igen       |
| 2011 |                                   | Madea's Big Happy Family                        | Igen       | Igen       | Igen       |
| 2012 |                                   | Good Deeds                                      | Igen       | Igen       | Igen       |
| 2012 | Madea néni, avagy a tanú védtelen | Madea's Witness Protection                      | Igen       | Igen       | Igen       |
| 2013 |                                   | Temptation: Confessions of a Marriage Counselor | Igen       | Igen       | Igen       |
| 2013 | Mi, a népség                      | Peeples                                         | Nem        | Nem        | Igen       |
| 2013 |                                   | A Madea Christmas                               | Igen       | Igen       | Igen       |
| 2014 | Facér mamik klubja                | The Single Moms Club                            | Igen       | Igen       | Igen       |
| 2015 |                                   | Madea's Tough Love                              | Nem        | Nem        | Igen       |
| 2016 | Halloween Madeával                | Boo! A Madea Halloween                          | Igen       | Igen       | Igen       |
| 2017 | Halloween Madeával 2.             | Boo 2! A Madea Halloween                        | Igen       | Igen       | Igen       |
| 2018 | Elvetemültség                     | Acrimony                                        | Igen       | Igen       | Igen       |
| 2018 | Nővérek szabadlábon               | Nobody's Fool                                   | Igen       | Igen       | Vezető     |
| 2019 |                                   | A Madea Family Funeral                          | Igen       | Igen       | Igen       |
| 2020 | A kegyvesztett                    | A Fall from Grace                               | Igen       | Igen       | Vezető     |
| 2022 | A dzsesszzenész titkai            | A Jazzman's Blues                               | Igen       | Igen       | Igen       |
| 2022 | Családi találkozó Madeával        | A Madea Homecoming                              | Igen       | Igen       | Vezető     |
| 2024 | Mea culpa                         | Mea Culpa                                       | Igen       | Igen       | Igen       |
| 2024 | Válás nyereséggel                 | Divorce in the Black                            | Igen       | Igen       | Igen       |
| 2024 | A 6888. zászlóalj                 | The Six Triple Eight                            | Igen       | Igen       | Igen       |
| 2025 |                                   | Duplicity                                       | Igen       | Igen       | Igen       |
| 2025 | A legutolsó csepp                 | Straw                                           | Igen       | Igen       | Igen       |
| 2025 | Álomesküvő Madeával               | Madea's Destination Wedding                     | Igen       | Igen       | Igen       |

#### Színész
| Év   | Magyar cím                               | Eredeti cím                                      | Szerep                         | Magyar hang         |
| ---- | ---------------------------------------- | ------------------------------------------------ | ------------------------------ | ------------------- |
| 2005 | Egy dühös asszony naplója                | Diary of a Mad Black Woman                       | Madea / Joe / Brian            | Pusztaszeri Kornél  |
| 2006 | Családi gubancok                         | Madea's Family Reunion                           | Madea / Joe / Brian            |                     |
| 2007 | Miért nősültem meg?                      | Why Did I Get Married?                           | Terry Bob                      | Király Attila       |
| 2008 |                                          | Meet the Browns                                  | Madea / Joe                    |                     |
| 2008 |                                          | The Family That Preys                            | Ben                            |                     |
| 2009 |                                          | Madea Goes to Jail                               | Madea / Joe / Brian            |                     |
| 2009 | Star Trek                                | Star Trek                                        | Barnett admirális              | Schneider Zoltán    |
| 2009 |                                          | I Can Do Bad All By Myself                       | Madea / Joe                    |                     |
| 2010 | Miért nősültem meg? 2.                   | Why Did I Get Married Too?                       | Terry Bob                      |                     |
| 2011 |                                          | Madea's Big Happy Family                         | Madea / Joe                    |                     |
| 2012 |                                          | Good Deeds                                       | Wesley Deeds                   |                     |
| 2012 | Madea néni, avagy a tanú védtelen        | Madea's Witness Protection                       | Madea / Joe / Brian            | Vass Gábor          |
| 2012 | Alex Cross                               | Alex Cross                                       | Alex Cross                     | Schneider Zoltán    |
| 2013 |                                          | A Madea Christmas                                | Madea                          |                     |
| 2014 | Facér mamik klubja                       | The Single Moms Club                             | TK                             | Bognár Tamás        |
| 2014 | Holtodiglan                              | Gone Girl                                        | Tanner Bolt                    | Barabás Kiss Zoltán |
| 2015 |                                          | Madea's Tough Love                               | Madea / Joe / Brian            |                     |
| 2016 | Tini Nindzsa Teknőcök: Elő az árnyékból! | Teenage Mutant Ninja Turtles: Out of the Shadows | Dr. Baxter Stockman            | Vass Gábor          |
| 2016 | Lángoló agy                              | Brain on Fire                                    | Richard                        | Zöld Csaba          |
| 2016 | Halloween Madeával                       | Boo! A Madea Halloween                           | Madea / Joe / Brian            |                     |
| 2017 | A csillag                                | The Star                                         | Cyrus, a teve (hangja)         | Welker Gábor        |
| 2017 | Halloween Madeával 2.                    | Boo 2! A Madea Halloween                         | Madea / Joe / Brian            |                     |
| 2018 | Alelnök                                  | Vice                                             | Colin Powell                   | Bognár Tamás        |
| 2019 |                                          | A Madea Family Funeral                           | Madea / Joe / Brian / Heathrow |                     |
| 2020 | A kegyvesztett                           | A Fall from Grace                                | Rory Garraux                   |                     |
| 2021 | Akik az életemre törnek                  | Those Who Wish Me Dead                           | Arthur Phillip rendőrtiszt     | Barabás Kiss Zoltán |
| 2021 | A Mancs őrjárat: A film                  | PAW Patrol: The Movie                            | teherautó-sofőr (hangja)       |                     |
| 2021 | Ne nézz fel!                             | Don't Look Up                                    | Jack Bremmer                   | Bognár Tamás        |
| 2022 | Családi találkozó Madeával               | A Madea Homecoming                               | Madea / Joe / Brian            | Zöld Csaba          |
| 2025 | Álomesküvő Madeával                      | Madea's Destination Wedding                      | Madea / Joe / Brian            | Zöld Csaba          |